# Decanal
Decanal ist ein Aldehyd (anderer Name „Decylaldehyd“) mit der Halbstrukturformel CH3(CH2)8CHO.

## Vorkommen

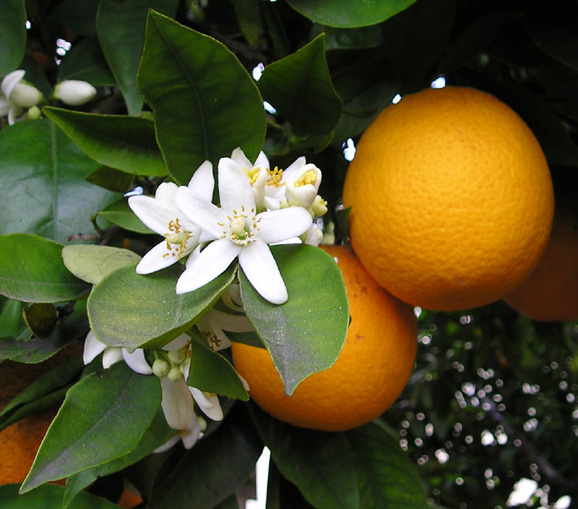
Das Öl von Orangen enthält natürlicherweise Decanal

Decanal ist ein natürlicher Bestandteil der ätherischen Öle verschiedener Zitrusfrüchte, zum Beispiel von Orangenschalenöl und Neroliöl und kommt in Früchten bzw. Schalen von Limetten, Citrus limon, Calamondinorangen, Grapefruits, Mandarinen, und Orangen, vor. Die Blätter von Crotalaria ochroleuca enthalten über 4 % Decanal. Daneben kann Decanal auch in Malabargras, Echtem Johanniskraut, Bolivianischem Koriander, Ingwer, Zitronenstrauch, Dill, Papaya, Färberdistel, Echtem Kümmel, Echtem Koriander, Zitronengras und Cynara cardunculus, nachgewiesen werden.

## Gewinnung und Darstellung
Decanal kann durch Oxidation von Decan-1-ol mit Chromtrioxid/Pyridin in Dichlormethan gewonnen werden.

## Eigenschaften
Decanal ist eine farblose Flüssigkeit mit charakteristischem Geruch. Sie bildet bei erhöhter Temperatur entzündliche Dampf-Luft-Gemische. Die Verbindung hat einen Flammpunkt von 90 °C. Die Zündtemperatur beträgt 195 °C. Der Stoff fällt somit in die Temperaturklasse T4.

## Verwendung
Decanal hat einen süßen, blumigen Geruch, der an Orangenschalen erinnert. Es wird deshalb unter anderem als Aromastoff in der Lebensmittelindustrie und als Duftstoff in der Parfumindustrie eingesetzt. Bekannt ist der Einsatz als „Aldehydakkord“ (Decanal, Undecanal, Dodecanal 1:1.1) im Parfüm Chanel Nº 5, der diesem den spezifischen Geruch gab.